# Myristica umbellata
Myristica umbellata är en tvåhjärtbladig växtart som beskrevs av Adolph Daniel Edward Elmer. Myristica umbellata ingår i släktet Myristica och familjen Myristicaceae. Inga underarter finns listade i Catalogue of Life.